# Boade (Orense)
Boade es un pueblo de la parroquia de Girazga, en el ayuntamiento de Beariz, Provincia de Orense, España. En el año 2018 tenía 76 habitantes, 33 hombres y 43 mujeres.
Doade es conocida por su extensa feria, que se celebra los día 9 de cada mes.

## Lugares de Girazga
- A Abeleira
- Alén
- Correa
- Boade
- Framia
- Ricovanca

## Parroquias de Beariz
- Santa María de Beariz
- Santa Cruz de Lebozán
- San Salvador de Girazga